# Moustapha Fall
Moustapha Fall (París, 23 de febrero de 1992) es un jugador de baloncesto francés que pertenece a la plantilla del Olympiacos B.C. de la A1 Ethniki. Con 2,18 metros de estatura, juega en la posición de pívot.

## Trayectoria deportiva
Es un jugador formado en Poitiers Basket 86 en el que debutó en el año 2011. Tras dos temporadas firma por el AS Mónaco Basket donde juega la temporada 2014-15.
Más tarde, jugaría también en PRO A en las filas de Antibes Sharks en la temporada 2015-16. Al final de dicha temporada, el jugador disputaría la NBA Summer League con Los Angeles Lakers.
En verano de 2016, firma por el Élan Sportif Chalonnais. La torre francesa sería una de las revelaciones de la Pro A francesa, promediando 12’2 puntos, 9 rebotes, 2’2 tapones para 20 créditos de valoración por partido.
En julio de 2020, se convierte en nuevo jugador del ASVEL Lyon-Villeurbanne de la Ligue Nationale de Basket-ball. En Euroliga promedia 8.8 puntos, 5.5 rebotes, 1.8 asistencias y 0.9 tapones por partido.
El 23 de junio de 2021, firma por el Olympiacos B.C. de la A1 Ethniki por una temporadas con opción a otra.

## Selección nacional
En verano de 2021, fue parte de la selección absoluta francesa que participó en los Juegos Olímpicos de Tokio 2020, que ganó la medalla de plata.
En septiembre de 2022 disputó con el combinado absoluto francés el EuroBasket 2022, donde ganaron la plata, al perder la final ante España.
Durante agosto y septiembre de 2023 fue integrante de la selección de Francia que participó en el Mundial de 2023 celebrado en Asia, y que finalizó en decimoctavo lugar.